# Торчин (Волынская область)
То́рчин (укр. Торчин) — посёлок в Луцком районе Волынской области Украины. Административный центр Торчинской поселковой общины.

## Географическое положение
Находится в 25 км от Луцка.

## История
- 1093: первое упоминание о поселении под именем Торчев.
- 1540: получил Магдебургское право.
- 2 декабря 1597: в Торчине состоялось собрание, на котором уточнялись условия Брестской унии; с тех пор местечко становится резиденцией луцких римско-католических епископов.

После третьего раздела Польши в 1795 году оказался в составе Российской империи.
- 1921: согласно условиям Рижского мирного договора вошел в состав межвоенной Польской Республики, в Волынское воеводство.
- 1939: в составе Украинской ССР.

25 июня 1941 г. захвачен вермахтом. Немцы создали в Торчине гетто для местных евреев (около 1500 человек) и вынужденных переселенцев из окрестных деревень (более 500 человек). 23 августа 1942 года жители гетто были расстреляны на старом еврейском кладбище. Преступление было совершено СД из Луцка.
Во время Волынской резни в 1943 году в Торчине действовала польская самооборона из 36 человек. Польские беженцы из деревень, уничтоженных УПА, прошли через город и затем уехали в Луцк или Владимир Волынский, иногда под конвоем немцев. В начале 1944 г. УПА сожгла костёл Святой Троицы и святого Иоанна Крестителя. В селе от рук украинских националистов погибли 8 поляков.
17 апреля 1944 воспользовавшись Пасхальными праздниками подразделения 106-й и 197-й стрелковых дивизий, 39-го отдельного Киевского танкового полка и 150-й отдельной Киевско-Коростенского танковой бригады Первого Украинского фронта внезапным для немцев ударом отбили Торчин.

## Население
Численность населения посёлка по годам (чел.):
- 7067 (1959);
- 4112 (1970);
- 4643 (1979);
- 4614 (1989);
- 4500 (1992);
- 4500 (1998);
- 4376 (2001);
- 4391 (2003);
- 4433 (2004);
- 4458 (2005);
- 4465 (2006);
- 4467 (2007);
- 4483 (2008);
- 4465 (2009);
- 4476 (2010);
- 4474 (2011);
- 4497 (2012);
- 4509 (2013)[3].

### Языковой состав
Родной язык населения по данным переписи 2001 года:
| Язык       | Численность, чел. | Доля     |
| ---------- | ----------------- | -------- |
| Украинский | 4 354             | 98,82 %  |
| Другие     | 52                | 1,18 %   |
| Итого      | 4 406             | 100,00 % |

## Экономика
Есть мясокомбинат.
В Торчине предприятие «Волыньхолдинг» организовало выпуск пищевых продуктов под торговой маркой «Торчин продукт», которая стала широко известна на Украине. В 2003 году контроль над предприятием перешёл к швейцарской компании Nestle. По состоянию на 2011 год предприятие является лидером по продажам кетчупов на украинском рынке.

## Галерея
- Церковь Св. Стефана (УПЦ МП)
- Звонница
- Костёл
- Здание музыкальной школы